# Steve Smith
Steve Smith rojen 21. avgusta 1954 v Broctonu v Massachusettsu je ameriški bobnar.

## Življenjepis
Za božič leta 1956 je dobil svoje prve bobne, ki so bili le plastična igrača. Za bobne se je navušil, ko je gledal bobnarje na paradah. V 4. razredu je začel igrati bobne pri Billu Flanaganu. Leta 1965 je dobil svoj prvi boben (snare). Leto kasneje je za božič ponovno dobil bobnarski set, vendar tokrat pravi. Leta 1967 si je kupil činele in ustanovil svoj prvi band z imenom Road Runners, ki so ga sestavljali poleg njega še saksofonist, klarinetist in dve trobenti. Po enem letu igranja z Road runnersi je začel igrati v rock band Clyde. Leta 1972 je maturiral, se preselil v Boston, kjer je študral na glasbeni akademiji. Med študijem je odšel na jazz tabor, kjer je spoznal bobnarja Petra Erskina, ki ga je veliko naučil. Leta 1974 je začel igrati v Big bandu Lin Biviano. Leto pred koncem študija je ustanovil jazz trio skupaj s saksofonistom in basistom. Po diplomi je odšel na svojo prvo svetovno turnejo skupaj z violinistom Jeanom-Lucom Pontyjem. Leta 1978 je zapustil Pontyjev band in se odselil v Los Angeles. Nato se je njegova bobnarska kariera dvigovala in dvigovala, dokler ni bil leta 2001 izbran med najboljših 25 bobnarjev vseh časov. Leto pozneje je bil še izbran med najboljše moderne glasbenike, njegov največji uspeh pa je bil posnet dvd z naslovom: Steve Smithova bobnarska tehnika. Nekateri so ga ocenili za najboljši dvd leta 2003.
1. ↑  Person Profile // Internet Movie Database — 1990.
2. 1 2  Normativna kontrola Kongresne knjižnice — Library of Congress.